# 彭罗斯图
理论物理学中，彭罗斯图（用英国牛津大学物理学家罗杰·彭罗斯爵士的名字命名）是用于描述时空中不同两点所发生事件的因果律的二维示意图。彭罗斯图是闵可夫斯基图（垂直轴表示时间，水平轴表示空间，45度斜线表示光的世界线）的广义相对论推广，而最大区别是彭罗斯图上的度规和时空中的真实度规能够局部地共形等价，即能够通过共形变换使全部的时空流形转换到彭罗斯图的有限区域中去。对于球对称的时空，彭罗斯图上的每一点代表一个二维球。
彭罗斯图的更恰当名称应该是彭罗斯-卡特图（或卡特-彭罗斯图），这是归功于布兰登·卡特（Brandon Carter）和罗杰·彭罗斯两人的贡献，但这种叫法并不那么常见。彭罗斯图也叫做共形图或直接被称为时空图。

## 基本性质
对于局部的渐近平直时空（所谓渐近平直，是指当坐标趋于无限远时时空曲率趋于零，即闵可夫斯基时空），虽然彭罗斯图和其他的时空图一样具有相同的基本坐标基矢，它还引入了能够将较远的距离“收缩”或“挤压”的方法，从而可以表示位于远处的时空。这时的原本为直线的时空常数坐标变换为双曲线，这些双曲线在彭罗斯图的顶角处会聚为一点，这些点表示的是时空中的“共形无限远处”。

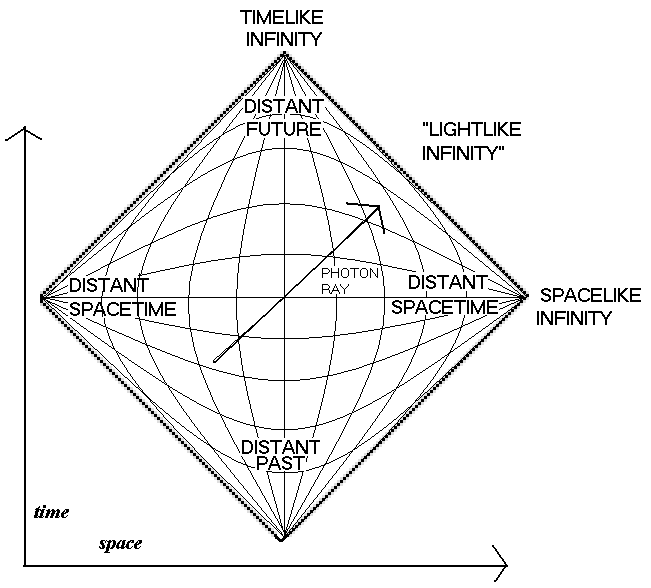
一个无限的静态闵可夫斯基宇宙的彭罗斯图

彭罗斯图中的45度斜线表示光线的轨迹，并且只有当两束光在真实时空中相交时，其分别对应的两条45度斜线才会在彭罗斯图上相交，因此彭罗斯图是用来说明可观测时空区域的一个很简明的工具。彭罗斯图的边界是对角线方向的，它们表示的是无限远处或光线必须在那里终止的奇点，因此彭罗斯图在研究时空和奇点的渐近性质时也很有用。对于无限的静态闵可夫斯基宇宙，时空中任意坐标（x, t）和彭罗斯图上坐标（x', t'）之间的关系为
{\displaystyle \tan(x'\pm t')=x\pm t}
从这个公式来看，位于顶点处的类时或类空的共形无限远处的坐标满足{\displaystyle x'\pm t'=\pi /2\,}。

## 黑洞
彭罗斯图经常被用来描述假想的连接两个彼此独立宇宙的虫洞的时空，这两个独立且互为镜像的宇宙在彭罗斯图的前身，即Kruskal图中有描述，其对应的是史瓦西度规下的时空。这种方法将黑洞的视界调整到过去与未来时空图的45度斜线上（这是由于从事件视界内部回到视界半径以外需要达到超光速），将奇点分割为两条分别表示过去与未来的水平双曲线（这是由于奇点会“切断”所有通向未来的世界线，任何落到视界内的物体必然会最终撞上奇点）。从图的观点来看，史瓦西几何描述了四块时空区域：包括两个可以通过虫洞相连接的渐近平直时空（但虫洞不是总是打开的——其打开的时间其实非常短暂），一个史瓦西黑洞和其时间反演即白洞。
使用彭罗斯图描述的史瓦西黑洞可以从坐标中得到，在彭罗斯图中黑洞的视界也是两条45度斜线，而奇点则是两条分别表示过去与未来的水平直线，从类时的无限远处出发经过中间一段渐近平直时空后在另一个类时的无限远处结束（虽然图中类时的无限远处也位于表示奇点的直线上，它们并不属于奇点）。在现代物理对黑洞的研究中，彭罗斯图是分析具有电荷及角动量的黑洞（雷斯勒-诺斯特朗姆黑洞、克尔黑洞、克尔-纽曼黑洞）的重要工具。